# Ремії-сюр-Лозон
Ремії́-сюр-Лозо́н (фр. Remilly-sur-Lozon) — колишній муніципалітет у Франції, у регіоні Нормандія, департамент Манш. Населення — 654 осіб (2011).
Муніципалітет був розташований на відстані близько 270 км на захід від Парижа, 65 км на захід від Кана, 15 км на північний захід від Сен-Ло.

## Історія
До 2015 року муніципалітет перебував у складі регіону Нижня Нормандія. Від 1 січня 2016 року належав до нового об'єднаного регіону Нормандія.
1 січня 2017 року Ремії-сюр-Лозон, Ле-Шам-де-Лок i Ле-Мені-Віго було об'єднано в новий муніципалітет Ремії-Ле-Маре.

## Демографія
Динаміка населення (INSEE ):
Розподіл населення за віком та статтю (2006):
| Стать | Всього | До 15 років | 15-24 | 25-44 | 45-64 | 65-85 | Понад 85 |
| --- | ------ | ----------- | ----- | ----- | ----- | ----- | -------- |
| Чоловіки | 300    | 87          | 46    | 67    | 55    | 45    | 0        |
| Жінки | 319    | 58          | 38    | 76    | 72    | 63    | 12       |
| \| Статево-вікова піраміда \| Статево-вікова піраміда \| Статево-вікова піраміда \| \| ----------------------- \| ----------------------- \| ----------------------- \| \| Чоловіки \| Вік \| Жінки \| \| 0 \| 85 + \| 12 \| \| 8 \| 80-84 \| 21 \| \| 8 \| 75-79 \| 21 \| \| 21 \| 70-74 \| 21 \| \| 8 \| 65-69 \| 0 \| \| 13 \| 60-64 \| 13 \| \| 17 \| 55-59 \| 25 \| \| 17 \| 50-54 \| 13 \| \| 8 \| 45-49 \| 21 \| \| 25 \| 40-44 \| 17 \| \| 21 \| 35-39 \| 21 \| \| 13 \| 30-34 \| 25 \| \| 8 \| 25-29 \| 13 \| \| 17 \| 20-24 \| 13 \| \| 29 \| 15-20 \| 25 \| \| 29 \| 10-14 \| 4 \| \| 8 \| 5-9 \| 25 \| \| 50 \| 0-4 \| 29 \| |        |             |       |       |       |       |          |
| Статево-вікова піраміда |        |             |       |       |       |       |          |
| Чоловіки | Вік    | Жінки       |       |       |       |       |          |
| 0 | 85 +   | 12          |       |       |       |       |          |
| 8 | 80-84  | 21          |       |       |       |       |          |
| 8 | 75-79  | 21          |       |       |       |       |          |
| 21 | 70-74  | 21          |       |       |       |       |          |
| 8 | 65-69  | 0           |       |       |       |       |          |
| 13 | 60-64  | 13          |       |       |       |       |          |
| 17 | 55-59  | 25          |       |       |       |       |          |
| 17 | 50-54  | 13          |       |       |       |       |          |
| 8 | 45-49  | 21          |       |       |       |       |          |
| 25 | 40-44  | 17          |       |       |       |       |          |
| 21 | 35-39  | 21          |       |       |       |       |          |
| 13 | 30-34  | 25          |       |       |       |       |          |
| 8 | 25-29  | 13          |       |       |       |       |          |
| 17 | 20-24  | 13          |       |       |       |       |          |
| 29 | 15-20  | 25          |       |       |       |       |          |
| 29 | 10-14  | 4           |       |       |       |       |          |
| 8 | 5-9    | 25          |       |       |       |       |          |
| 50 | 0-4    | 29          |       |       |       |       |          |

## Економіка
2010 року серед 380 осіб працездатного віку (15—64 років) 268 були активними, 112 — неактивними (показник активності 70,5%, у 1999 році було 71,1%). З 268 активних мешканців працювали 232 особи (121 чоловік та 111 жінок), безробітними було 36 (18 чоловіків та 18 жінок). Серед 112 неактивних 22 особи були учнями чи студентами, 47 — пенсіонерами, 43 були неактивними з інших причин.

У 2010 році в муніципалітеті числилось 260 оподаткованих домогосподарств, у яких проживали 636,5 особи, медіана доходів виносила 14 874 євро на одного особоспоживача